# Stefan Wolpe
Stefan Wolpe, né à Berlin le 25 août 1902 et mort à New York le 4 avril 1972, est un compositeur d'origine allemande.

## Biographie
Il intègre le Conservatoire à l'âge de 14 ans. Il étudie la composition avec Franz Schreker et Ferruccio Busoni. Il fréquente également le Bauhaus et rencontre des dadaistes, mettant en musique le poème Anna Blume de Kurt Schwitters. 
Entre 1929 et 1933, il écrit une musique atonale, utilisant le dodécaphonisme d'Arnold Schönberg. Cependant, probablement influencé par les idées de Paul Hindemith sur le rôle social de la musique (Gebrauchsmusik), et socialiste convaincu lui-même, il écrit un certain nombre de pièces pour des syndicats ouvriers et des troupes de théâtre communistes. Il simplifie son style, y incluant des éléments de jazz et de musique populaire. Ses chansons rivalisent de succès avec celles de Hanns Eisler.
À l'arrivée des Nazis au pouvoir, Wolpe, Juif et communiste, fuit le pays à travers la Roumanie et la Russie, et s'installe en Autriche en 1933-1934, où il rencontre Anton Webern, avec qui il étudie. De 1934 à 1938, il part pour la Palestine, où il écrit des chansons simples pour les kibboutzim. Les compositions qu'il effectue pour les grands concerts demeurent complexes et atonales. Cela explique en partie le non-renouvellement de son contrat pour l'année 1938-1939.
En 1938, Wolpe s'installe à New York, aux États-Unis d'Amérique, où il s'associe au cours des années 1950 aux peintres expressionnistes abstraits. De 1952 à 1956, il dirige le département musique de Black Mountain College, retournant enseigner l'été à Darmstadt en Allemagne. Morton Feldman, Ralph Shapey, David Tudor et Charles Wuorinen furent notamment ses élèves.
Ses compositions à partir de cette période sont tour à tour dodécaphoniques, diatoniques, construites sur les gammes arabes (comme la maqam saba) qu'il avait entendues en Palestine, ou sur d'autres modes d'organisation tonale. Son travail, radical, n'allait cependant pas jusqu'au pointillisme de compositeurs comme Pierre Boulez, Wolpe préférant employer des phrases à l'expressivité plus conventionnelle.
Atteint de la maladie de Parkinson en 1964, il mourut à New York en 1972. 

## Œuvres
- Les Deux Pigeons OP. 3, pour baryton et piano (1925)
- Quatuor pour trompette, saxophone ténor, percussion et piano (1950/1954)

### Écouter
- Auditorium de la Tate Modern
- « Trois œuvres de Stefan Wolpe »(Archive.org • Wikiwix • Archive.is • Google • Que faire ?)